# ألكسندر ويليام ويليامسون
الكسندر وليام ويليامسون  (1 مايو 1824 - 6 مايو 1904) كان كيميائي إنجليزي من أصل اسكتلندي. هو مشهور اليوم بتفاعل تركيب إيثر وليامسون.

## ابحاثه على الإيثر

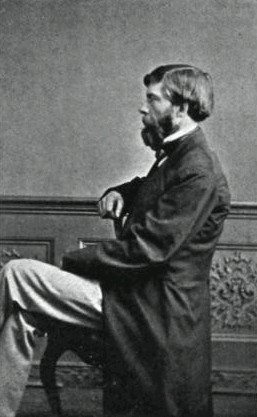
الكسندر ويليامسون

يرجع الفضل إلى ويليامسون في بحثه عن تكوين إثيرات غير متناظرة من خلال تفاعل ألكوكسيد مع ألكان هالوجيني ، والمعروف باسم اصطناع ويليامسون للإيثر.
اعتبر ويليامسون أثناء بحثه أن الإيثر والكحول مواد مماثلة ومركبة على نفس نمط الماء، وقدم كذلك نظرية اعتمدت نمط الماء كأساس قابل للتطبيق على نطاق واسع لتصنيف المركبات الكيميائية. اعتقد ويليامسون أنه من الممكن توسيع فكرة استخدام أسلوب أن طريقة تحديد التكوين المنطقي للأجسام بالمقارنة بالمياه، وهذا نوع واحد، حسب اعتقاده، سيكون كافياً لجميع المركبات غير العضوية ، بالإضافة إلى المركبات العضوية المعروفة، صيغة الماء التي يتم اتخاذها في بعض الحالات على أنها تضاعفت أو تضاعفت ثلاث مرات.

## الأوسمة والجوائز

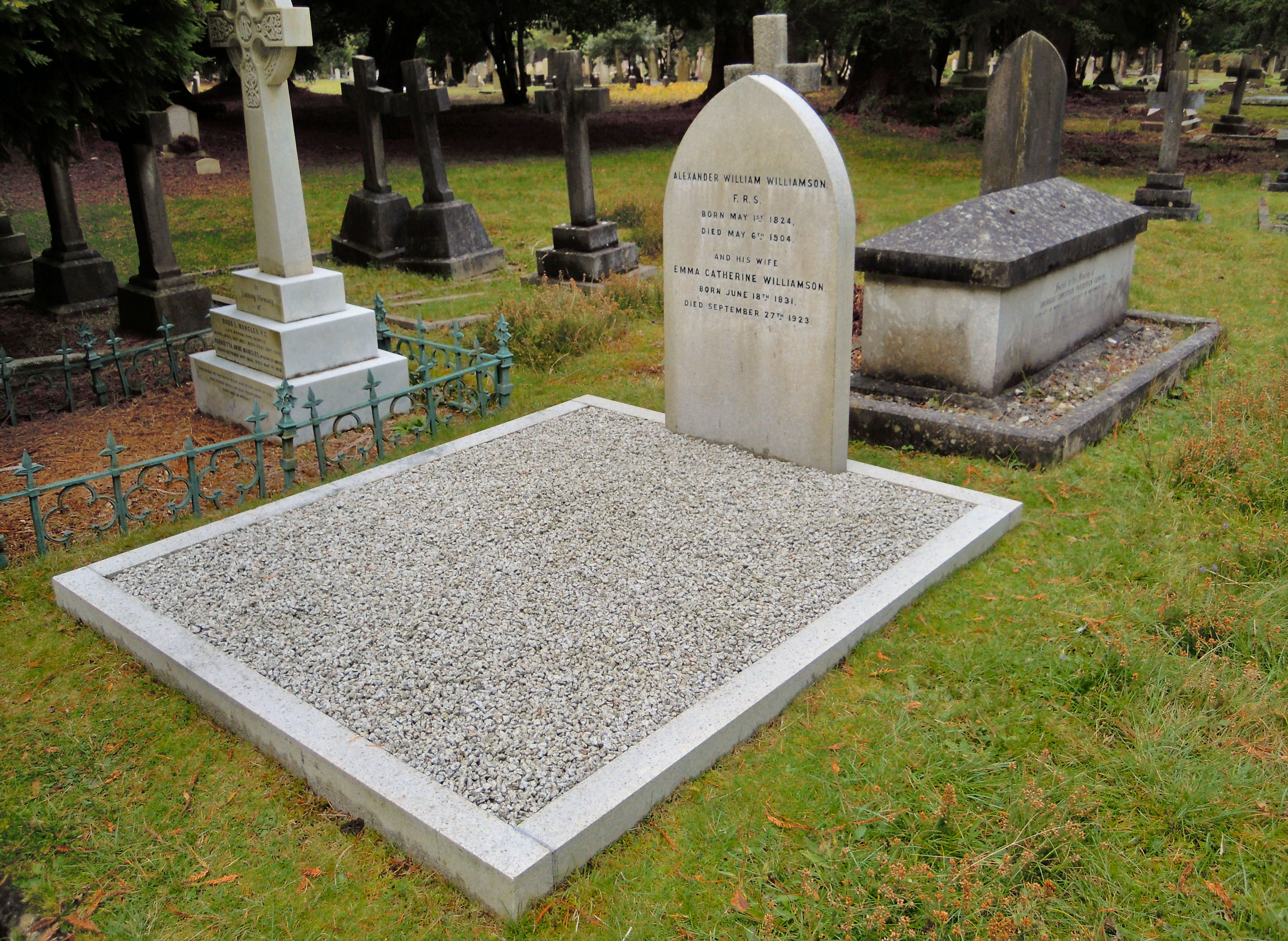
قبر ويليامسون.

لعمله على الإيثر، حصل ويليامسون على ميدالية ملكية من الجمعية الملكية في عام 1862 ، والتي أصبح زميلًا لها في عام 1855 ، و قد شغل منصب وزير الخارجية من 1873 إلى 1889. وكان رئيساً مرتين لجمعية لندن للكيماويات، من 1863-1865 ومن 1869-1871.

## روابط خارجية
- ألكسندر ويليام ويليامسون على موقع الموسوعة البريطانية (الإنجليزية)